# دشتی‌لیل حسین‌آباد
دشتی‌لیل حسین‌آباد ، روستایی از توابع بخش مرکزی شهرستان ثلاث باباجانی در استان کرمانشاه ایران است، گویش مردم این روستا کوردی سورانی است.

## جمعیت
این روستا در دهستان زمکان قرار دارد و براساس سرشماری مرکز آمار ایران در سال ۱۳۸۵، جمعیت آن ۱۷۲ نفر (۳۰خانوار) بوده‌است.